# Mattia Cigalini

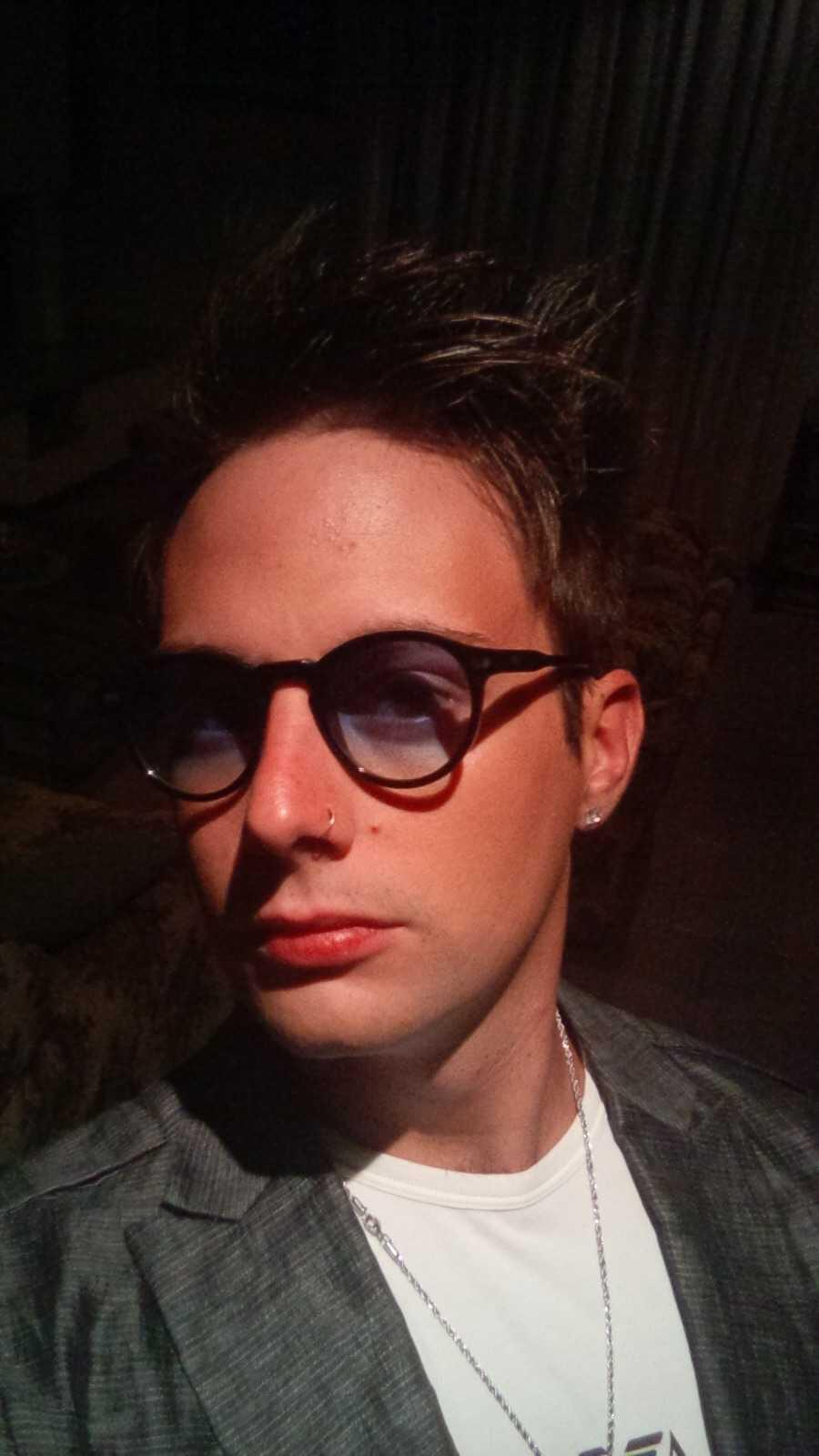
Mattia Cigalini

Mattia Cigalini (* 9. Juni 1989) ist ein italienischer Jazzmusiker (Altsaxophon, Sopransaxophon) und Komponist.

## Leben und Wirken
Cigalini trat schon mit zwölf Jahren am Saxophon auf und absolvierte eine klassische Ausbildung an der Musikschule Giuseppe Nicolini in Piacenza. Er arbeitete zunächst mit Guido Manusardi. 2008 erschien sein Debütalbum mit eigenem Trio 3 for E (Freedom Records). 2009 tourte er in Japan. Im Folgejahr nahm er sein Debütalbum Arriving Soon (auf dem japanischen Label Pony Canyon und Dejavu Records) auf; es wurde vom Swing Journal zum besten Album des Jahres gewählt. 2011 folgte sein Album Res Nova (EMI), das er bei Umbria Jazz 2011 vorstellte. 2013 folgte Beyond (CAM Jazz), das er auf dem Jazzfestival Münster vorstellte. Das Album enthält Jazzversionen von Pophits von Lady Gaga, Katy Perry, Jennifer Lopez und anderen.
Er spielte unter anderem mit Tom Harrell, Uri Caine, Randy Brecker, Stefano Bollani, Andrea Pozza und Paolo Fresu.
Cigalini lehrt Saxophon an der Accademia del Suono in Mailand. 2013 wurde er musikalischer Leiter des im August stattfindenden Festivals Val Luretta Jazz in Agazzano.
2008 erhielt er den Premio Nazionale Luciano Zorzella als bestes Nachwuchstalent; auch wurde er mit dem Premio Internazionale Massimo Urbani ausgezeichnet.